# Motif
Motif es una biblioteca para la creación de entornos gráficos bajo X Window System en sistemas Unix. Motif es también un estándar de la industria bajo el código IEEE 1295. Actualmente propiedad de The Open Group. Su última versión es la 2.3.6 de junio de 2016.
Motif es utilizado como infraestructura del ambiente de escritorio CDE.
Muchos desarrolladores argumentan que se ha vuelto obsoleto en comparación con otras bibliotecas como GTK o Qt, pero continúa siendo utilizado por varios sistemas antiguos.
Existe una implementación oficial que tiene disponible el código fuente, llamada OpenMotif aunque partidarios del software libre consideran su licencia muy restrictiva. En 2012 OpenMotif se publica bajo licencia LGPL resolviendo la polémica.
Una implementación no oficial con licencia GPL es LessTif.